# Iliana Papageorgiou
Iliana Papageorgiou (Patrasso, 1988) è una modella greca, eletta Miss Grecia 2011 il 21 luglio 2011 ad Atene. La modella greca è stata selezionata da una giuria di cui facevano parte, tra gli altri, lo stilista Theodoros Tranoulis e la modella Isabelle Darras, Miss Europa 1997.
Alta un metro e settantasei, la Papageorgiu aveva già in precedenza lavorato come modella professionista grazie ai contratti con varie agenzie di moda, fra cui la Why Not Model Agency. La modella era stata testimonial per Angelos Bratis ed aveva sfilato per Angelos Bratis e Yiorgos Eleftheriades. Inoltre era stata protagonista della copertina della rivista Votre Beaute del luglio e del novembre 2010.
In quanto vincitrice del titolo di bellezza nazionale, Iliana Papageorgiou ha rappresentato la Grecia in occasione di Miss Universo 2011, che si è tenuto a São Paulo, in Brasile, il 12 settembre 2011.

## Agenzie
- Why Not Model Agency
- Vice Versa Agencia
- M4 Models - Berlino
- Ace Models